# Абатурово (Тверська область)
Абатурово (рос. Абатурово) — присілок в Кімрському районі Тверської області Російської Федерації.
Населення становить 0 осіб. Входить до складу муніципального утворення Маловасилевське сільське поселення.

## Історія
Від 2005 року входить до складу муніципального утворення Маловасилевське сільське поселення.

## Населення
| 2010 |
| ---- |
| 0    |